# Police routière fédérale

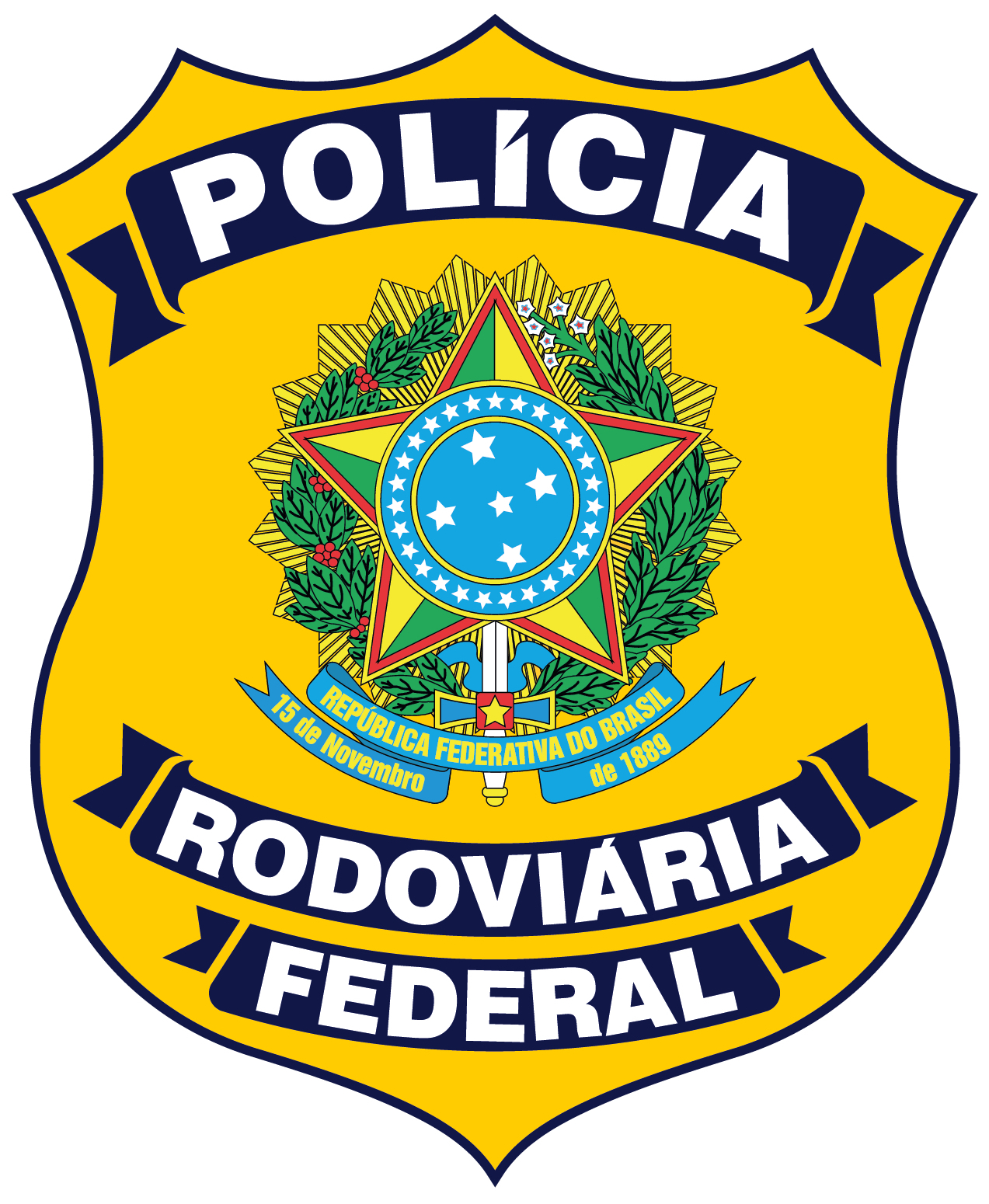
Emblème de la Police routière fédérale.

La Police routière fédérale (en portugais : Polícia Rodoviária Federal, PRF) est une entité policière brésilienne chargée de la lutte contre la criminalité sur les routes et autoroutes fédérales du pays, ainsi que de surveiller la circulation des véhicules.

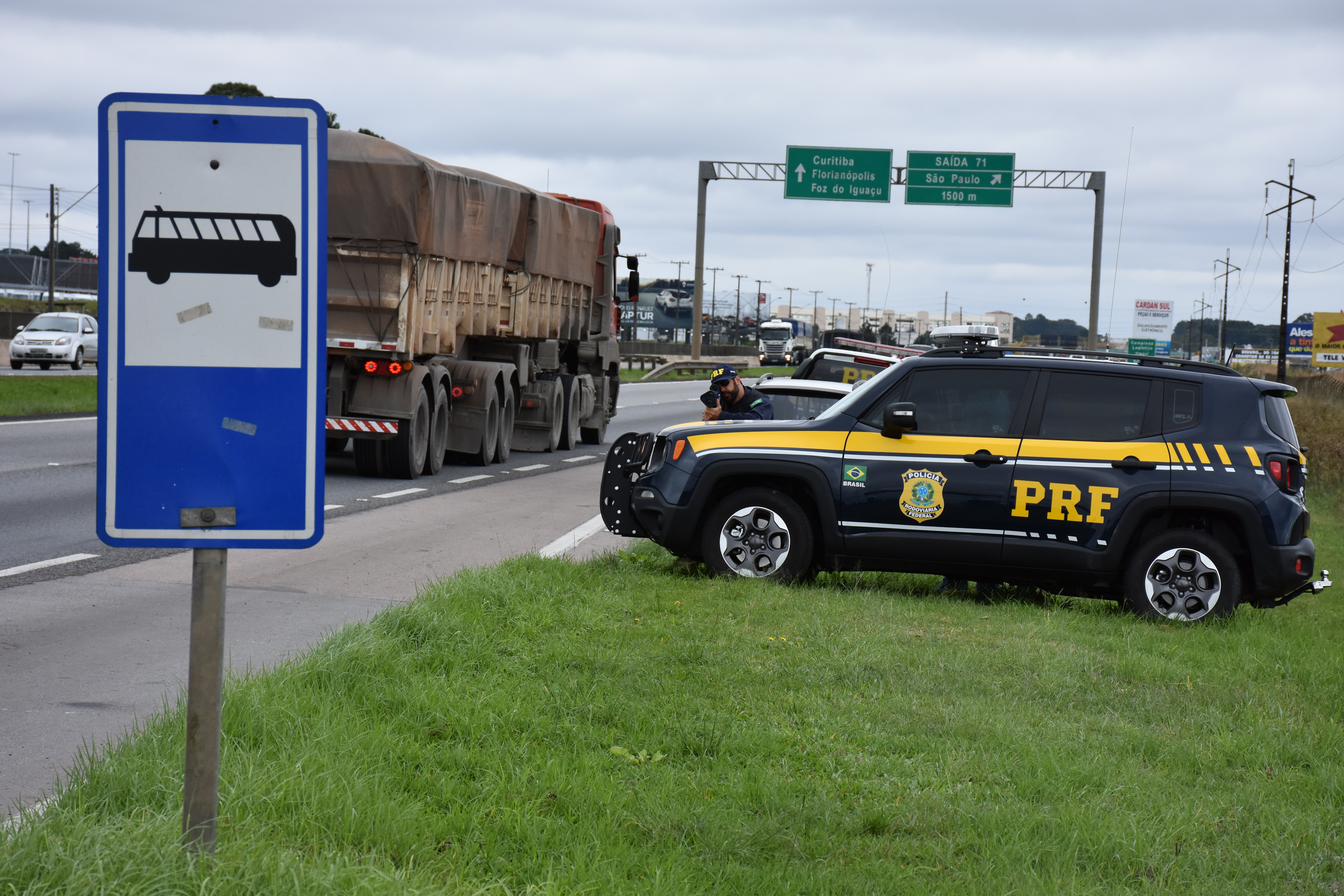
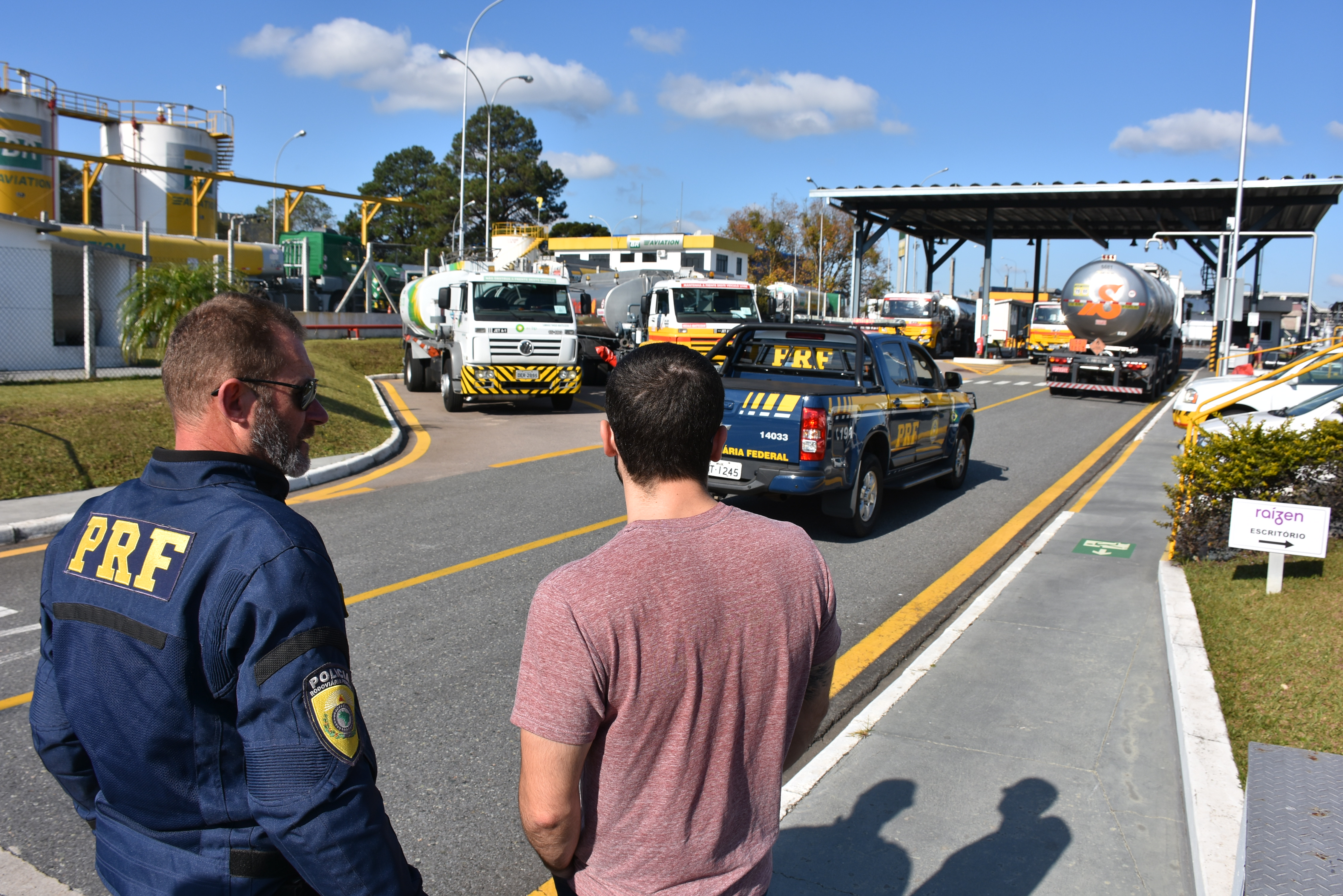
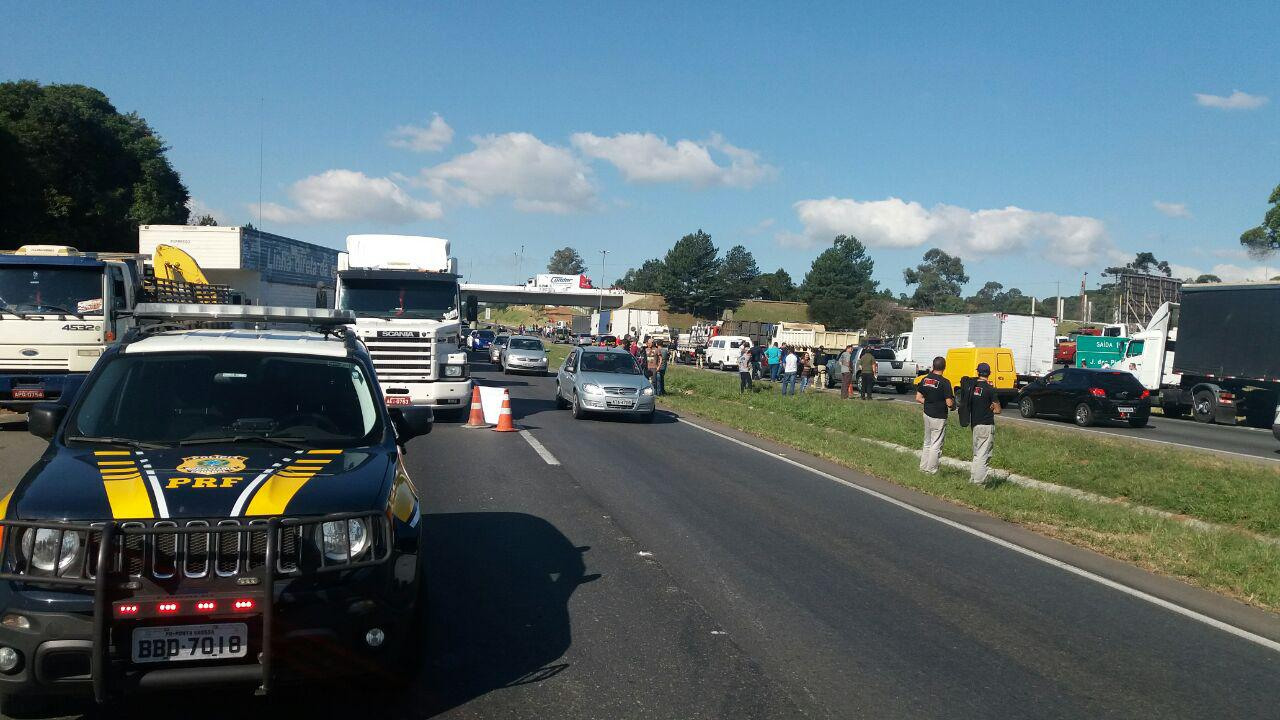
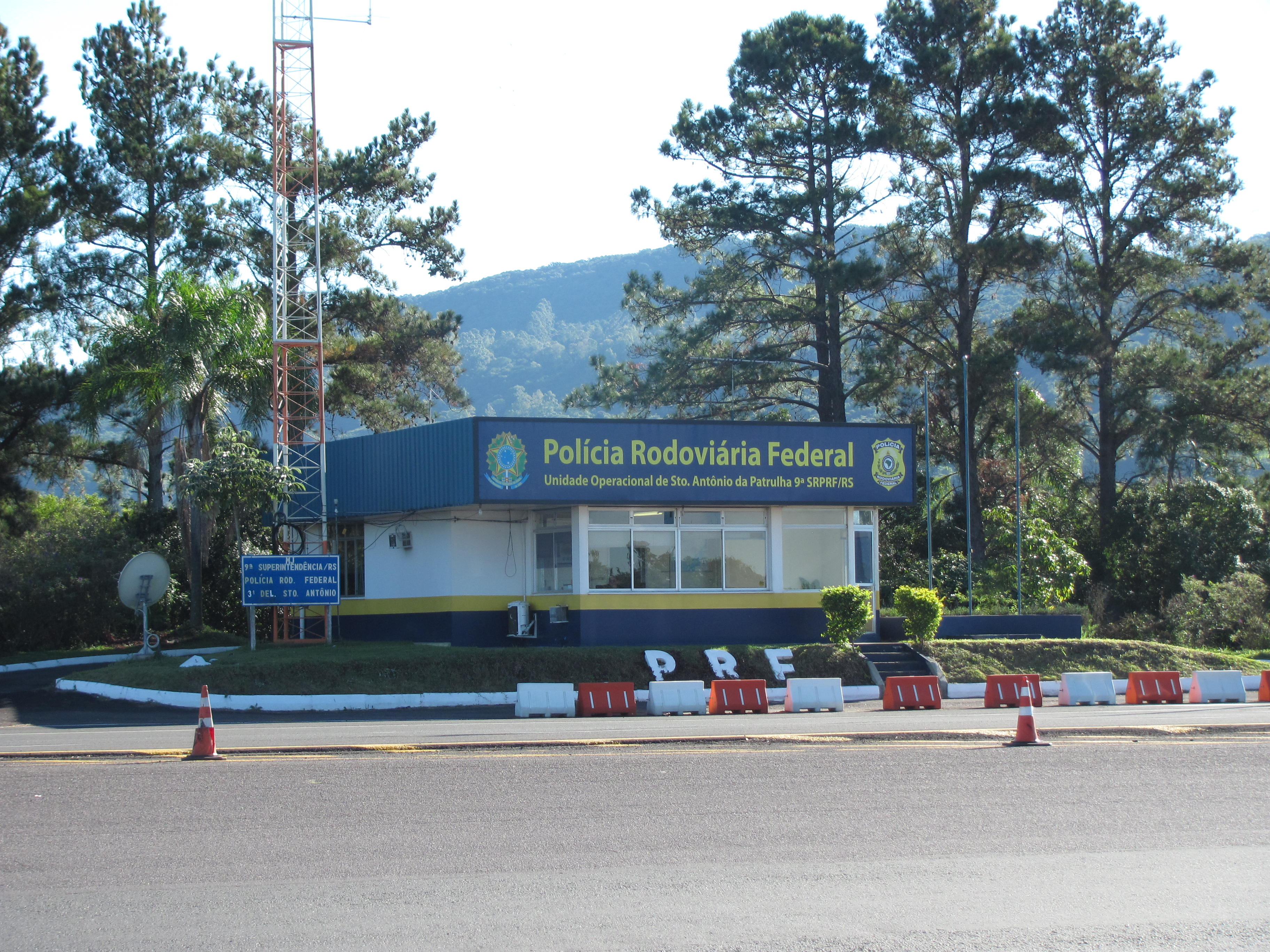
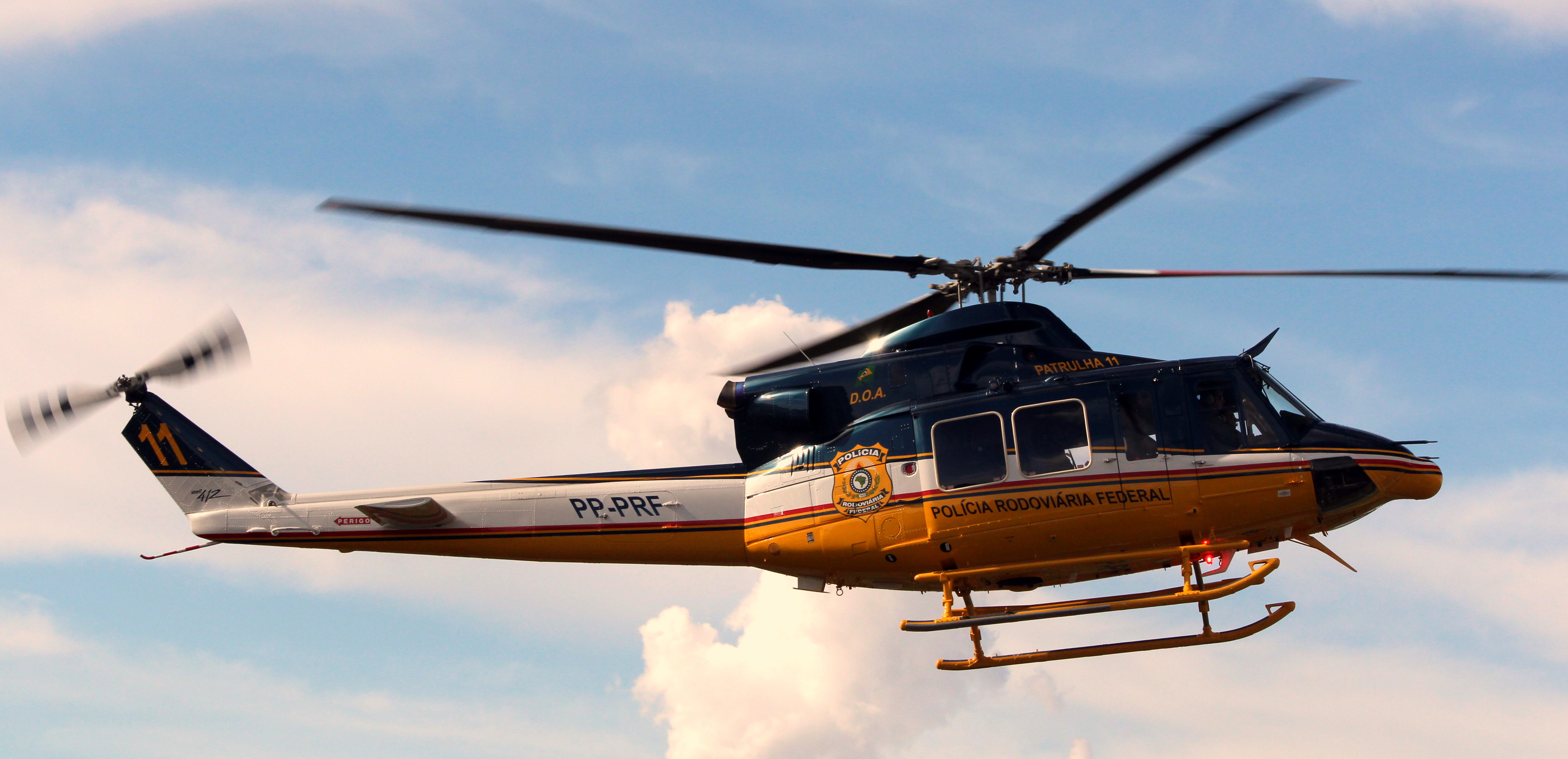
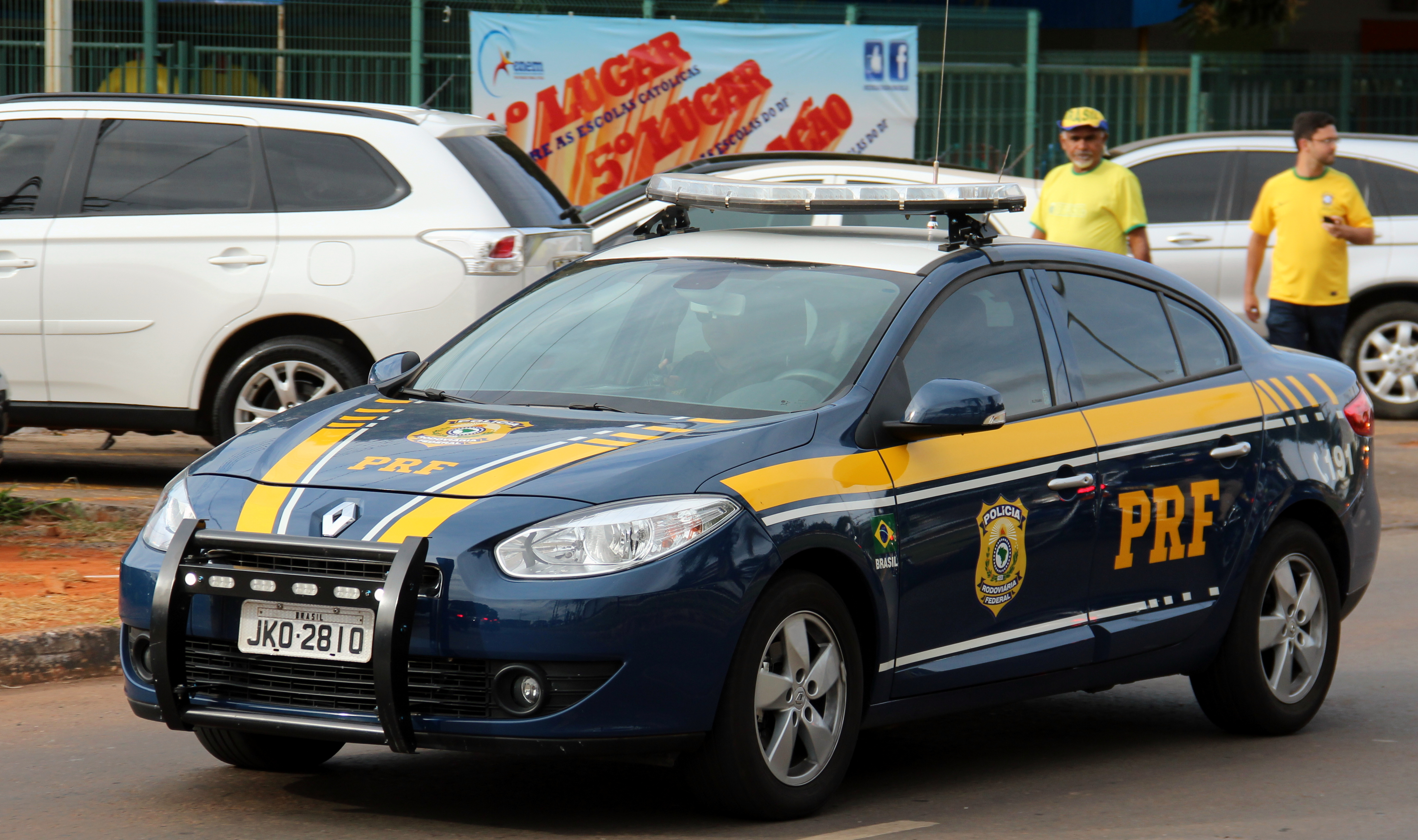